# Arenaria geladaindongensis
Arenaria geladaindongensis är en nejlikväxtart som beskrevs av R. F. Huang och S. K. Wu. Arenaria geladaindongensis ingår i släktet narvar, och familjen nejlikväxter. Inga underarter finns listade i Catalogue of Life.